# 2020년 태풍
이 문서에서는 2020년에 발생하는 태풍들의 활동에 대해 기록하였다. 2020년에 발생한 태풍은 총 23개인데, 이는 1981년 ~ 2010년 평균 발생 개수인 25.6개보다 적은 수치이다.
태풍 이름 뒤에 (제명)이 붙은 이름은 인명 및 재산피해가 극심하거나, 또는 허리케인 및 사이클론의 이름과 중복되거나, 타 자연재해를 연상시킨다는 다양한 이유로 인해 아시아태풍위원회에서 최종 심사를 거쳐 태풍 이름 140개에서 제거가 된 것으로 더 이상 사용할 일이 없는 태풍 이름입니다.라는 뜻이다.

## 통계

### 월별 태풍 발생 개수
| -                                 | 1월       | 2월       | 3월       | 4월       | 5월       | 6월       | 7월       | 8월        | 9월        | 10월       | 11월       | 12월       | 합계 |
| --------------------------------- | --------- | --------- | --------- | --------- | --------- | --------- | --------- | ---------- | ---------- | ---------- | ---------- | ---------- | ---- |
| 2020년                            | 0 (0)     | 0 (0)     | 0 (0)     | 0 (0)     | 1 (1)     | 1 (2)     | 0 (2)     | 7 (9)      | 4 (13)     | 7 (20)     | 2 (22)     | 1 (23)     | 23   |
| 30년 평균 (1971~2000년)           | 0.5 (0.5) | 0.1 (0.6) | 0.4 (1.0) | 0.8 (1.8) | 1.0 (2.8) | 1.7 (4.5) | 4.0 (8.5) | 5.5 (14.0) | 5.0 (19.0) | 3.9 (22.9) | 2.5 (25.4) | 1.3 (26.7) | 26.7 |
| *괄호 안의 숫자는 누적 태풍 수임. |           |           |           |           |           |           |           |            |            |            |            |            |      |

### 태풍 이름
| - 제1호 태풍 봉퐁 (2001) - 제2호 태풍 누리 (2002) - 제3호 태풍 실라코 (2003) - 제4호 태풍 하구핏 (2004) - 제5호 태풍 장미 (2005) - 제6호 태풍 메칼라 (2006) - 제7호 태풍 히고스 (2007) - 제8호 태풍 바비 (2008) | - 제9호 태풍 마이삭 (2009) - 제10호 태풍 하이선 (2010) - 제11호 태풍 노을 (2011) - 제12호 태풍 돌핀 (2012) - 제13호 태풍 구지라 (2013) - 제14호 태풍 찬홈 (2014) - 제15호 태풍 린파 (2015) - 제16호 태풍 낭카 (2016) | - 제17호 태풍 사우델 (2017) - 제18호 태풍 몰라베 (2018) - 제19호 태풍 고니 (2019) - 제20호 태풍 앗사니 (2020) - 제21호 태풍 아타우 (2021) - 제22호 태풍 밤꼬 (2022) - 제23호 태풍 크로반 (2023) |

## 특징
- 2020년의 첫 태풍인 태풍 봉퐁이 발생한 시기는 5월 12일로, 기상 관측 역사상 8번째로 늦은 기록이다. 가장 늦게 발생한 해는 1998년으로, 제1호 태풍인 니콜이 7월 9일에 발생하였다. 2번째로 늦게 발생한 해는 2016년으로, 제1호 태풍인 네파탁이 7월 3일에 발생하였다.
- 2020년 5월 15일부터 한국 기상청의 태풍 강도 분류에서 초강력 등급이 신설되었다. 또한 태풍의 크기 구분이 없어졌다.[1]
- 라니냐로 인해 관측 사상 최초로 7월에 태풍이 1개도 발생하지 않았다. 하지만 8월과 10월에 무려 7개가 발생했다.
- 10월에 태풍이 7개나 발생한 것은 최다 기록이며, 1984년, 1992년과 타이 기록이다.
- 제8호 태풍 바비가 북위 23.4도라는 북회귀선에 해당하는 고위도에서 발생했지만 중심기압 950hPa[2], 10분 평균 최대풍속 44m/s의 세력으로 이례적으로 강하게 발달하였다. 그리고 태풍 바비는 태풍 링링 (2019년)을 뛰어넘는 북한에 역대 가장 강한 세력으로 상륙하였다.
- 제8호 태풍 바비, 제12호 태풍 돌핀, 제13호 태풍 구지라 모두 북위 20도 이상의 고위도에서 발생하였고 모두 빠르게 발달하였다는 공통점이 있다.
- 제14호 태풍 찬홈은 10월 초(10월 9일)에 한반도 동해안에 간접 영향을 줘서 2014년 제19호 태풍 봉퐁과 2019년 제19호 태풍 하기비스 다음으로 간접 영향을 늦게 받았다.
- 2012년의 태풍 볼라벤, 덴빈, 산바에 이어 태풍 바비, 마이삭, 하이선이 3연속으로 한반도에 상륙하는 드문 사례가 나왔다.
- 태풍 린파, 낭카, 사우델[3], 몰라베, 고니[3] 가 5연속으로 베트남에 영향을 주는 역사상 최초의 사례가 나왔다.
- 제19호 태풍 고니가 미국 합동태풍경보센터 기준으로 1분 평균 풍속 170kts(약 87㎧)의 세력까지 발달했다. 속보 해석 기준으로는 1분 평균 풍속 170kts 이상의 세력을 가진 태풍이 태풍 므란티 (2016년) 이후로 4년 만에 발생하였다.
- 2020년의 태풍 발생 개수는 평년보다 적었다. 그 이유는 라니냐와 인도양 다이폴 때문이다. 그리고 2020년의 태풍 발생 개수는 2020년 북대서양 허리케인의 발생 개수보다 적었다.

## 활동한 태풍

### 제1호 태풍 봉퐁(제명)
2020년 제1호 태풍 봉퐁(VONGFONG)은 5월 12일 21시에 중심기압 1002hPa, 최대풍속 18m/s, 강풍 반경 280km(북동쪽 반경)의 열대폭풍으로 필리핀 세부 동쪽 약 570km 부근 해상에서 발생하였다.(일본 기상청 태풍정보 속보치 기준) 발생 이후 북~서북서진하며 급발달해서, 5월 14일 15시에 필리핀 세부 북동쪽 약 260km 부근 육상(사마르섬)에서 중심기압 960hPa, 최대풍속 44m/s의 세력 '매우 강'의 태풍으로 최성기를 맞이하였고, 5월 14일 15시에 최성기의 세력을 그대로 가진 상태로 필리핀 사마르섬에 상륙하였다.(일본 기상청 태풍정보 속보치 기준) 필리핀을 관통하며 육상 마찰로 약화되었고, 남중국해와 루손 해협에 진출한 이후로는 북~북북서진하며 높은 연직시어로 인해 급약화되어서, 일본 기상청 기준으로는 5월 17일 3시에 필리핀 마닐라 북쪽 약 601km 부근 해상(루손 해협)에서 중심기압 1004hPa의 열대저압부로 소멸하였다. 한국 기상청 기준으로는 5월 17일 3시에 필리핀 마닐라 북쪽 약 570km 부근 해상(루손 해협)에서 중심기압 1002hPa의 열대저압부로 소멸하였다. 봉퐁은 마카오에서 제출한 이름으로 말벌을 의미한다. 이 태풍이 필리핀에 막대한 피해를 끼쳐 제명되었다.

### 제2호 태풍 누리
2020년 제2호 태풍 누리(NURI)는 6월 12일 21시에 중심기압 998hPa, 최대풍속 18m/s, 강풍 반경 220km의 열대폭풍으로 필리핀 마닐라 서북서쪽 약 460km 부근 해상에서 발생하였다.(일본 기상청 태풍정보 속보치 기준) 발생 이후 서~서북서진하며 31°C에 달하는 매우 높은 수온에도 불구하고 미미하게 발달해서, 6월 13일 9시에 중국 홍콩 남남동쪽 약 460km 부근 해상(남중국해)에서 중심기압 996hPa, 최대풍속 21m/s의 열대폭풍으로 최성기를 맞이하였다. 최성기 이후 남중국해에서 계속 북서~서북서진하면서 중국 대륙에 접근하며 높은 연직시어로 인해 약화되었고, 6월 14일 9시에 중화인민공화국 광둥성 양장시에 상륙하였다. 일본 기상청 기준으로는 6월 14일 9시에 중화인민공화국 홍콩 남서쪽 약 226km 부근 육상(중화인민공화국 광둥성 양장시)에서 중심기압 1002hPa의 열대저압부로 소멸하였다. 한국 기상청 기준으로는 6월 14일 9시에 중화인민공화국 홍콩 서쪽 약 210km 부근 육상(중화인민공화국 광둥성 양장시)에서 중심기압 1002hPa의 열대저압부로 소멸하였다. 누리는 말레이시아에서 제출한 이름으로 청색 벼슬을 가진 잉꼬를 의미한다.

### 제3호 태풍 실라코
2020년 제3호 태풍 실라코(SINLAKU)는 8월 1일 15시에 중심기압 994 hPa, 최대풍속 18m/s, 강풍 반경 1,100km(남동쪽 반경)의 열대폭풍으로 베트남 하노이 동남동쪽 약 540km 부근 해상에서 발생하였다.(일본 기상청 태풍정보 속보치 기준) 발생 이후 통킹만에서 서북서~서진하며 빠르게 발달해서, 8월 2일 15시에 베트남 하노이 남쪽 약 160km 부근 해상(통킹만)에서 중심기압 985hPa, 최대풍속 21m/s의 열대폭풍으로 최성기를 맞이한 뒤에 바로 베트남에 상륙하였고, 베트남에 상륙한 뒤에 급약화되어서 8월 2일 21시에 베트남 하노이 남서쪽 약 190km 부근 육상에서 중심기압 994hPa의 열대저압부로 소멸하였다. 실라코는 미크로네시아에서 제출한 이름으로 전설 속의 여신을 의미한다.

### 제4호 태풍 하구핏
2020년 제4호 태풍 하구핏(HAGUPIT)은 8월 1일 21시에 중심기압 1002hPa, 최대풍속 18m/s, 강풍 반경 220km(북동쪽 반경)의 열대폭풍으로 일본 오키나와 남쪽 약 590km 부근 해상에서 발생하였다.(일본 기상청 태풍정보 속보치 기준) 발생 이후 북북서~북서진하며 상당히 빠르게 발달해서, 8월 4일 3시에 중심기압 975hPa, 최대풍속 36m/s의 세력 '강'의 태풍인 최성기 세력으로 중국 저장성 원저우시에 상륙하였다.(일본 기상청 태풍정보 속보치 기준) 중국 상륙 이후 육상마찰로 인해 급약화된 뒤 북~북동진하며 서해상에 진출하였고, 8월 6일 3시에 중심기압 1000hPa, 최대풍속 18m/s의 비교적 약한 세력으로 북한 옹진반도에 상륙하였다.(일본 기상청 태풍정보 속보치 기준) 북한 상륙 뒤 한반도에서 빠르게 북동진하며 온대저기압화가 진행되어서, 8월 6일 9시에 북한 강원도 통천군 북동쪽 약 12km 부근 해상(동해)에서 중심기압 1000hPa의 온대저기압으로 변질되었다.(일본 기상청 태풍정보 속보치 기준) 중국에 상륙하면서 장마전선에 태풍 하구핏의 수증기 유입이 많이 되었고, 8월 6일 9시에 온대저기압이 되면서 장마전선의 일부가 되어 다시 한반도에 강풍과 호우로 영향을 주었다. 2020년 8월 3일 오전 7시 22분에 일본 오키나와현 이시가키섬에서 순간최대풍속 36.4m/s를 기록하였다. 2020년 제4호 태풍 하구핏은 2020년 11월 27일에 발표된 일본 기상청의 사후해석에서 북한 옹진반도 상륙이 취소되어서 한반도에 영향이 없는 것으로 수정되었다. 하구핏은 필리핀에서 제출한 이름으로 채찍질을 의미한다.

### 제5호 태풍 장미
2020년 제5호 태풍 장미(JANGMI)는 8월 9일 3시에 중심기압 1000hPa, 최대풍속 18m/s, 강풍 반경 460km(남동쪽 반경)의 열대폭풍으로 일본 오키나와 남남서쪽 약 600km 부근 해상에서 발생하였다.(일본 기상청 태풍정보 속보치 기준) 발생 이후 북진하며 약간 발달해서, 8월 9일 21시에 일본 오키나와 서북서쪽 약 180km 부근 해상(동중국해)에서 중심기압 996hPa, 최대풍속 23m/s의 열대폭풍으로 최성기를 맞이하였다. 최성기 세력을 유지하며 북~북북동진한 뒤 일본 기상청 기준으로는 2020년 8월 10일 16시경 최성기 세력에서 조금 약화된 중심기압 998hPa, 최대풍속 21m/s의 열대폭풍의 세력으로 경상남도 창원시 진해구에 상륙하였다. 한국 기상청 기준으로는 2020년 8월 10일 14시 50분경 경상남도 거제시에 상륙한 것으로 해석하였다. 한국 기상청 기준으로는 2020년 8월 10일 17시경 울산광역시 서북서쪽 약 10km 부근 육상에서 중심기압 998hPa의 온대저기압으로 변질되어 소멸되었다고 해석하였다. 일본 기상청 기준으로는 태풍 장미가 한반도를 통과한 뒤 동해상에서 빠른 속도로 북~북북동진하며 온대저기압화가 가속화되어서, 8월 11일 9시에 러시아 블라디보스토크 남동쪽 약 332km 부근 해상(동해)에서 중심기압 996hPa의 온대저기압으로 변질되었다.(일본 기상청 태풍정보 속보치 기준) 장미는 대한민국에서 제출한 이름으로 장미를 의미한다.

### 제6호 태풍 메칼라
2020년 제6호 태풍 메칼라(MEKKHALA)는 8월 10일 12시에 중심기압 998hPa, 최대풍속 18m/s, 강풍 반경 185km의 열대폭풍으로 중국 산터우 남동쪽 약 473km 부근 해상(남중국해)에서 발생하였다.(일본 기상청 태풍정보 속보치 기준) 발생 이후 남중국해에서 북진하며 약하게 발달해서, 8월 11일 3시에 중국 산터우 동남동쪽 약 170km 부근 해상(남중국해)에서 중심기압 992 hPa, 최대풍속 25m/s의 강한 열대폭풍으로 최성기를 맞이한 뒤에 바로 중국에 상륙하였고, 중국에 상륙한 뒤에 급약화되어서 한국 기상청 기준으로는 8월 11일 15시에 중국 푸저우 서남서쪽 약 220km 부근 육상에서 중심기압 1002hPa의 열대저압부로 소멸했다고 해석하였다. 일본 기상청 기준으로는 8월 11일 21시에 중국 푸저우 북서쪽 약 312km 부근 육상(중국 장시성 잉탄시)에서 중심기압 1004hPa의 열대저압부로 소멸하였다. 메칼라는 태국에서 제출한 이름으로 천둥의 천사를 의미한다.

### 제7호 태풍 히고스
2020년 제7호 태풍 히고스(HIGOS)는 8월 18일 9시에 중심기압 1000hPa, 최대풍속 18m/s, 강풍 반경 220km(북동쪽 반경)의 열대폭풍으로 중국 잔장 동쪽 약 710km 부근 해상(남중국해)에서 발생하였다.(일본 기상청 태풍정보 속보치 기준) 발생 이후 약하게 발달하며 북서진해서 중국 광둥성 상륙 직전인 8월 19일 6시에 중심기압 992hPa, 최대풍속 28m/s, 강풍 반경 185km(동쪽 반경)의 강한 열대폭풍(STS)으로 최성기를 맞이하였고, 최성기 세력으로 8월 19일 9시에 중국 홍콩 남서쪽 약 121km 부근 육상(중국 광둥성 장먼시)에 상륙하였다. 중국 상륙 이후 서북서진하며 육상 마찰로 인해 급약화되어서, 8월 20일 3시에 중국 잔장 북북서쪽 약 270km 부근 육상(중국 광시 좡족 자치구 라이빈시)에서 중심기압 1004hPa의 열대저압부로 소멸하였다. 히고스는 미국에서 제출한 이름으로 무화과를 의미한다.

### 제8호 태풍 바비
2020년 제8호 태풍 바비(BAVI)는 8월 22일 9시에 중심기압 1002hPa, 최대풍속 18m/s, 강풍 반경 220km(남동쪽 반경)의 열대폭풍으로 대만 타이베이 남남동쪽 약 200km 부근 해상에서 발생하였다.(일본 기상청 태풍정보 속보치 기준) 발생 이후 북태평양 고기압의 확장에 따른 지향류로 인해 일본 오키나와 부근 해상에서 동~동북동진하면서 서서히 발달하였고, 지향류의 영향에서 벗어나며 동중국해에 진출한 뒤 8월 25일부터 북북서~북진하면서 늦은 폭염으로 높아진 수온으로 인해 매우 빠르게 발달해서, 8월 26일 9시에 대한민국 서귀포 서남서쪽 약 210 km 부근 해상(동중국해)에서 중심기압 950 hPa, 최대풍속 44 m/s의 세력 '매우 강'의 태풍으로 최성기를 맞이하였다. 동중국해와 황해에서 최성기 세력을 유지하다가 북위 35도를 지나면서 서서히 약화되어가며 이동 속도가 빨라졌고, 동경 124도를 따라가면서 계속 북진하다가 서서히 북북동진을 하였다. 한국 기상청 기준으로는 8월 27일 5시 30분에 조선민주주의인민공화국 황해남도 옹진군에 중심기압 965 hPa, 최대풍속 37 m/s의 세력으로 상륙하였다. 일본 기상청 기준으로는 8월 27일 6시에서 7시 사이에 조선민주주의인민공화국 황해남도 옹진군에 중심기압 965 hPa, 최대풍속 33 m/s(일본 기상청 태풍정보 속보치 기준)의 세력으로 상륙하였다. 북한 황해남도 옹진군 상륙 뒤 빠른 속도로 북진하며 온대저기압화가 진행되어서, 8월 27일 15시에 중화인민공화국 선양시 동쪽 약 180km 부근 육상에서 중심기압 992 hPa의 온대저기압으로 변질되었다.(한국 기상청 기준으로는 중심기압 990 hPa의 온대저기압으로 변질되었다.) 태풍 바비로 인해 8월 26일 20시 29분에 대한민국 전라남도 신안군 흑산도에서 순간최대풍속 47.4 m/s를 기록하였다. 그리고 태풍 바비는 태풍 링링 (2019년)을 뛰어넘는 북한에 역대 가장 강한 세력으로 상륙하였다. 바비는 베트남에서 제출한 이름으로 바비산맥에서 따온 이름이다.

### 제9호 태풍 마이삭
2020년 제9호 태풍 마이삭(MAYSAK)은 8월 28일 15시에 중심기압 996 hPa, 최대풍속 18 m/s, 강풍 반경 280 km(남서쪽 반경)의 열대폭풍으로 필리핀 마닐라 동북동쪽 약 1,040 km 부근 해상에서 발생하였다.(일본 기상청 태풍정보 속보치 기준)  발생 이후 조금 느리게 발달하다가 북북서진하며 일본 오키나와 부근 해상에 접근하며 급발달해서, 9월 1일 9시에 일본 오키나와 서쪽 약 200 km 부근 해상(동중국해)에서 중심기압 935hPa, 최대풍속 49 m/s의 세력 '매우 강'의 태풍으로 최성기를 맞이하였다. 최성기 이후 동중국해에서 9월 1일 14~15시부터 북북동진으로 전향을 시작하며 다소 약화되었으나 제주도 동쪽 해상에 진출하면서 북~북북동진하며 2020년 제8호 태풍 바비(BAVI)가 가지 않은 해역의 열용량을 흡수하며 미미하게나마 재발달한 뒤, 한국 기상청 기준으로 9월 3일 2시 20분 부산광역시 남서쪽 해안에 상륙하였다. 일본 기상청 기준으로는 9월 3일 2시에서 3시 사이에 중심기압 950hPa, 10분 평균 풍속 44m/s의 세력으로 경상남도 김해시에 상륙했다. 한반도 상륙 이후 빠른 속도로 북북동진하며 온대저기압화가 진행되어서, 한국 기상청 기준으로는 9월 3일 12시에 조선민주주의인민공화국 함경남도 함흥시 동쪽 약 130km 부근 해상(동해)에서 중심기압 970 hPa의 온대저기압으로 변질되었다. 일본 기상청 기준으로는 9월 3일 15시에 조선민주주의인민공화국 함경남도 함흥시 북동쪽 약 252km 부근 육상(조선민주주의인민공화국 함경북도 연사군)에서 중심기압 974 hPa의 온대저기압으로 변질되었다. 태풍 마이삭으로 인해 9월 1일 3시 30분에 일본 오키나와 구메섬에서 순간최대풍속 54.5 m/s를 기록하였다. 태풍 마이삭으로 인해 9월 2일 18시 18분에 대한민국 제주도 제주시 한경면 고산리에서 순간최대풍속 49.2 m/s를 기록하였다. 태풍 마이삭으로 인해 대한민국 경상남도 거제시에서 9월 3일 1시 43분에 해면기압이 957.0hPa까지 떨어졌다. 태풍 마이삭으로 인해 대한민국 경상북도 경주시에서 9월 3일 3시 38분에 해면기압이 959.1hPa까지 떨어졌다. 마이삭은 캄보디아에서 제출한 이름으로 나무의 한 종류를 뜻한다.

### 제10호 태풍 하이선
2020년 제10호 태풍 하이선(HAISHEN)은 9월 1일 21시에 중심기압 1000hPa, 최대풍속 21m/s, 강풍 반경 220km의 열대폭풍으로 미국 괌 북쪽 약 780 km 부근 해상에서 발생하였다. 발생 이후 서남서~서북서진하며 일본 다이토 제도 부근 해상에 접근하며 급발달해서, 9월 4일 21시에 일본 오키나와 남동쪽 약 710 km 부근 해상에서 중심기압 910hPa, 최대풍속 54m/s의 세력 '맹렬한'의 태풍으로 최성기를 맞이하였다. 북서~북북서진하면서 최성기 세력을 9월 6일 3시까지 유지하며 아마미 제도까지 접근하였고, 최성기 이후로는 높은 연직시어로 인해 서서히 약화되며 북북서~북진하며 규슈와 쓰시마섬 서쪽 해상을 지난 뒤 한국 기상청 기준으로 9월 7일 9시 울산광역시 남쪽 해안에 상륙하였다. 일본 기상청 기준으로는 9월 7일 9시에 중심기압 955hPa, 10분 평균 풍속 36m/s의 세력으로 울산광역시 울주군에 상륙했다. 한반도 상륙 이후 빠른 속도로 북진하며 온대저기압화가 진행되어서, 한국 기상청 기준으로는 9월 7일 21시에 조선민주주의인민공화국 함경남도 함흥시 동북동쪽 약 100km 부근 육상에서 중심기압 980hPa의 온대저기압으로 변질되었다. 일본 기상청 기준으로는 9월 8일 3시에 조선민주주의인민공화국 함경남도 함흥시 북동쪽 약 252km 부근 육상(조선민주주의인민공화국 함경북도 연사군)에서 중심기압 988hPa의 온대저기압으로 변질되었다. 태풍 하이선으로 인해 9월 5일 21시 38분에 일본 오키나와 미나미다이토섬에서 순간최대풍속 51.6m/s를 기록하였다. 태풍 하이선으로 인해 9월 7일 1시 45분에 일본 나가사키현 나가사키시 노모자키에서 순간최대풍속 59.4m/s가 관측되었다. 태풍 하이선으로 인해 대한민국 부산광역시에서 9월 7일 8시 16분에 해면기압이 957.6hPa까지 떨어졌다. 하이선은 중국에서 제출한 이름으로 바다의 신을 의미한다.

### 제11호 태풍 노을
2020년 제11호 태풍 노을(NOUL)은 9월 16일 3시에 중심기압 1000hPa, 최대풍속 18m/s, 강풍 반경 110km의 열대폭풍으로 필리핀 마닐라 서남서쪽 약 320km 부근 해상(남중국해)에서 발생하였다.(일본 기상청 태풍정보 속보치 기준) 발생 이후 남중국해에서 서~서북서진하며 상당히 빠르게  발달해서, 9월 17일 15시에 베트남 다낭 동쪽 약 510km 부근 해상(남중국해)에서 중심기압 992hPa, 최대풍속 23m/s의 열대폭풍으로 최성기를 맞이한 뒤 9월 18일 9시에서 10시 사이에 최성기 세력을 유지한 상태로 베트남 트어티엔후에성 후에 부근 육상에 상륙하였고, 육상마찰로 인해 급약화되어서 한국 기상청 기준으로는 9월 18일 21시에 베트남 다낭 서쪽 약 520km 부근 육상에서 중심기압 996hPa의 열대저압부로 소멸하였다. 일본 기상청 기준으로는 9월 19일 3시에 태국 방콕 북동쪽 약 366km 부근 육상에서 중심기압 998hPa의 열대저압부로 소멸하였다. 노을은 북한에서 제출한 이름으로 노을을 의미한다.

### 제12호 태풍 돌핀
2020년 제12호 태풍 돌핀(DOLPHIN)은 9월 21일 12시에 중심기압 998hPa, 최대풍속 21m/s, 강풍 반경 240km(남동쪽 반경)의 열대폭풍으로 일본 오키나와 남동쪽 약 680km 부근 해상에서 발생하였다.(일본 기상청 태풍정보 속보치 기준) 발생 이후 북북동~북진하면서 상당히 빠르게 발달해서 9월 22일 15시에 중심기압 975hPa, 최대풍속 31m/s, 강풍 반경 440km(북동쪽 반경)의 강한 열대폭풍(STS)으로 일본 가고시마 남동쪽 약 600km 부근 해상에서 최성기를 맞이하였다. 최성기 당시에 북동진으로 전향을 다시 시작해서 북동진 및 거의 정체하며 온대저기압화가 진행되었고, 일본 기상청 기준으로는 9월 24일 15시에 일본 도쿄 남동쪽 약 361km 부근 해상에서 중심기압 992hPa의 온대저기압으로 변질되었다. 한국 기상청 기준으로는 9월 24일 18시에 일본 도쿄 남동쪽 약 450km 부근 해상에서 중심기압 996hPa의 온대저기압으로 변질되었다. 돌핀은 홍콩에서 제출한 이름으로 홍콩 근해에 서식하는 흰돌고래를 의미한다.

### 제13호 태풍 구지라
2020년 제13호 태풍 구지라(KUJIRA)는 9월 27일 9시에 중심기압 1002hPa, 최대풍속 18m/s, 강풍 반경 460km(남동쪽 반경)의 열대폭풍으로 미국 괌 동북동쪽 약 1,730 km 부근 해상에서 발생하였다. 발생 이후 북북서~북진하였고, 9월 28일 21시에 북위 28.8도에서 북동진으로 전향한 뒤에 근처의 온대저기압으로 인한 상층 발산 촉진으로 인해 고위도임에도 불구하고 급발달해서 9월 29일 9시에 중심기압 980hPa, 최대풍속 31m/s, 강풍 반경 520km(동쪽 반경)의 강한 열대폭풍(STS)으로 일본 도쿄 동남동쪽 약 1,370km 부근 해상에서 최성기를 맞이하였다. 최성기 이후 빠르게 북북동~북동진하며 온대저기압화가 진행되었고, 9월 30일 15시에 일본 삿포로 동쪽 약 1,810km 부근 해상에서 중심기압 996hPa의 온대저기압으로 변질되었다. 구지라는 일본에서 제출한 이름으로 별자리 중 고래자리를 의미한다.

### 제14호 태풍 찬홈
2020년 제14호 태풍 찬홈(CHAN-HOM)은 10월 5일 9시에 중심기압 998hPa, 최대풍속 18m/s, 강풍 반경 280km(남쪽 반경)의 열대폭풍으로 일본 오키나와 동남동쪽 약 1,230km 부근 해상에서 발생하였다.(일본 기상청 태풍정보 속보치 기준) 발생 이후 거의 정체~서북서진하며 매우 빠르게 발달해서, 10월 8일 21시에 일본 가고시마 남동쪽 약 360 km 부근 해상에서 중심기압 965 hPa, 최대풍속 36 m/s의 세력 '강'의 태풍으로 최성기를 맞이하였다. 최성기를 맞이하기 직전인 10월 8일 16시에 북위 28.8도에서 북동진으로 전향한 뒤에 북북동~동남동진하면서 낮은 수온과 북서쪽의 건조한 공기로 인해 약화되어서, 한국 기상청 기준으로는 10월 11일 21시에 일본 도쿄 남남동쪽 약 500 km 부근 해상에서 중심기압 998hPa의 열대저압부로 소멸하였다. 일본 기상청 기준으로는 10월 12일 9시에 일본 도쿄 남동쪽 약 665km 부근 해상에서 중심기압 1004hPa의 열대저압부로 소멸하였다. 찬홈은 라오스에서 제출한 이름으로 나무의 한 종류이다.

### 제15호 태풍 린파(제명)
2020년 제15호 태풍 린파(LINFA)는 10월 11일 3시에 중심기압 1000hPa, 최대풍속 18m/s, 강풍 반경 390km(북서쪽 반경)의 열대폭풍으로 베트남 다낭 동남동쪽 약 350km 부근 해상에서 발생하였다.(일본 기상청 태풍정보 속보치 기준) 발생 이후 남중국해에서 서진하며 미미하게 발달해서, 10월 11일 9시에 베트남 다낭 남쪽 약 220km 부근 해상(남중국해)에서 중심기압 996 hPa, 최대풍속 21m/s의 열대폭풍으로 최성기를 맞이한 뒤에 최성기 세력을 유지한 상태로 10월 11일 12시에서 13시 사이에 베트남 꽝응아이 성 꽝응아이에 상륙하였고, 베트남에 상륙한 뒤에 급약화되어서 한국 기상청 기준으로는 10월 11일 21시에 베트남 다낭 남남서쪽 약 140km 부근 육상에서 중심기압 1002hPa의 열대저압부로 소멸하였다. 일본 기상청 기준으로는 10월 12일 3시에 베트남 다낭 남서쪽 약 174km 부근 육상에서 중심기압 1002hPa의 열대저압부로 소멸하였다. 2018년의 태풍 손띤과 등급과 사망자 수가 비슷하다. 린파는 마카오에서 제출한 이름으로 연꽃을 의미한다. 이 태풍이 100명 넘는 인명피해를 내 제명되었는데, 2018년의 제22호 태풍 망쿳 이후 2년만이다.

### 제16호 태풍 낭카
2020년 제16호 태풍 낭카(NANGKA)는 10월 12일 15시에 중심기압 998hPa, 최대풍속 18m/s, 강풍 반경 390km(북쪽 반경)의 열대폭풍으로 중국 홍콩 남남동쪽 약 540km 부근 해상에서 발생하였다.(일본 기상청 태풍정보 속보치 기준) 발생 이후 남중국해에서 서~서북서진하며 약하게 발달한 뒤 10월 13일 21시에 중심기압 992hPa, 최대풍속 23m/s의 세력으로 중국 하이난섬에 상륙하였다. 중국 하이난섬을 관통한 이후 서북서진하며 통킹만에 진출하였고, 10월 14일 3시에 중국 잔장 남서쪽 약 237km 부근 해상(통킹만)에서 중심기압 990hPa, 최대풍속 23m/s의 열대폭풍으로 최성기를 맞이한 뒤에 약화되면서 10월 14일 15시에서 16시 사이에 중심기압 1000hPa, 최대풍속 18m/s의 세력으로 베트남에 상륙하였다. 베트남에 상륙한 뒤에 육상마찰로 인해 급약화되어서 10월 14일 21시에 베트남 하노이 남쪽 약 120km 부근 육상에서 중심기압 1002hPa의 열대저압부로 소멸하였다.(한국 기상청 기준으로는 중심기압 1000hPa의 열대저압부로 소멸하였다.) 낭카는 말레이시아에서 제출한 이름으로 열대과일의 한 종류이다.

### 제17호 태풍 사우델
2020년 제17호 태풍 사우델(SAUDEL)은 10월 20일 9시에 중심기압 1000hPa, 최대풍속 18m/s, 강풍 반경 390km(북서쪽 반경)의 열대폭풍으로 필리핀 마닐라 동북동쪽 약 420km 부근 해상에서 발생하였다.(일본 기상청 태풍정보 속보치 기준) 발생 이후 서진하며 필리핀 루손섬을 관통한 뒤 남중국해에 진출한 이후 서~서북서진하며 약간빠르게 발달해서 10월 23일 3시에 베트남 다낭 동쪽 약 800km 부근 해상에서 중심기압 965hPa, 최대풍속 39m/s의 세력 '강'의 태풍으로 최성기를 맞이하였다.(일본 기상청 태풍정보 속보치 기준) 최성기 이후 서~서북서진하며 중국 하이난섬에 근접하며 통과하였고 통킹만에 진출하면서 대륙성 고기압의 영향과 상층 발산 환경의 악화로 인해 약화되어서, 10월 26일 3시에 베트남 다낭 북북서쪽 약 240km 부근 해상(통킹만)에서 중심기압 1006hPa의 열대저압부로 소멸하였다.(한국 기상청 기준으로는 중심기압 1002hPa의 열대저압부로 소멸하였다.) 사우델은 미크로네시아에서 제출한 이름으로 전설 속 추장의 호위병을 의미한다.

### 제18호 태풍 몰라베(제명)
2020년 제18호 태풍 몰라베(MOLAVE)는 10월 25일 3시에 중심기압 1000hPa, 최대풍속 18m/s, 강풍 반경 220km(북동쪽 반경)의 열대폭풍으로 필리핀 마닐라 동쪽 약 760km 부근 해상에서 발생하였다.(일본 기상청 태풍정보 속보치 기준) 발생 이후 서진하며 중심기압 980hPa, 최대풍속 33m/s(일본 기상청 태풍정보 속보치 기준)의 세력으로 필리핀을 관통한 뒤 남중국해에 진출한 이후 서진하며 급발달해서 10월 27일 15시에 베트남 다낭 동남동쪽 약 610km 부근 해상(남중국해)에서 중심기압 950hPa, 최대풍속 44m/s의 세력 '매우 강'의 태풍으로 최성기를 맞이하였다.(일본 기상청 태풍정보 속보치 기준) 최성기 이후 서북서진하며 베트남에 접근하였고, 10월 28일 12시에서 13시 사이에 중심기압 965hPa, 최대풍속 39m/s(일본 기상청 태풍정보 속보치 기준)의 세력으로 베트남 꽝응아이 성에 상륙하였다. 베트남 상륙 이후 육상마찰로 인해 급약화되어서 10월 29일 9시에 베트남 다낭 남서쪽 약 362km 부근 육상에서 중심기압 1004hPa의 열대저압부로 소멸하였다.(한국 기상청 기준으로는 10월 29일 3시에 베트남 다낭 서남서쪽 약 310km 부근 육상에서 중심기압 1000hPa의 열대저압부로 소멸하였다.) 몰라베는 필리핀에서 제출한 이름으로 가구 제작용 나무를 의미한다. 태풍이 베트남에 막대한 피해를 끼쳐 제명되었다.

### 제19호 태풍 고니(제명)
2020년 제19호 태풍 고니(GONI)는 10월 29일 3시에 중심기압 1008hPa, 최대풍속 18m/s, 강풍 반경 110km의 열대폭풍으로 미국 괌 서북서쪽 약 1,000km 부근 해상에서 발생하였다. 발생 이후 서~서남서진하며 급발달해서, 11월 1일 3시에 필리핀 마닐라 동남동쪽 약 450km 부근 해상에서 중심기압 905hPa, 최대풍속 62m/s의 '맹렬한' 태풍으로 최성기를 맞이하였다. 최성기 세력으로 11월 1일 6시에 필리핀 루손섬 카탄두아네스주 Bato 지역에 상륙하였다. 필리핀 상륙 이후 육상마찰로 급약화된 상태로 남중국해에 진출하였다. 남중국해 진출 이후 서~서남서진하며 약하게 발달하였다가 대륙성 고기압의 영향과 상층 발산 환경의 악화로 인해 베트남 상륙 직전에 다시 약화되어서, 한국 기상청 기준으로는 11월 5일 21시에 베트남 다낭 남동쪽 약 380km 부근 해상(남중국해)에서 중심기압 1002hPa의 열대저압부로 소멸하였다. 일본 기상청 기준으로는 11월 6일 3시에 베트남 다낭 남동쪽 약 377km 부근 해상(남중국해)에서 중심기압 1002hPa의 열대저압부로 소멸하였다. 미국 합동태풍경보센터 기준으로 태풍 고니는 2020년 처음이자 마지막의 카테고리 5등급 태풍이 되었다. 고니는 대한민국에서 제출한 이름으로 고니를 의미한다. 태풍이 필리핀에 막대한 피해를 끼쳐 제명되었다.

### 제20호 태풍 앗사니
2020년 제20호 태풍 앗사니(ATSANI)는 10월 29일 21시에 중심기압 1000hPa, 최대풍속 18m/s, 강풍 반경 280km의 열대폭풍으로 미국 괌 남남동쪽 약 770km 부근 해상에서 발생하였다.(일본 기상청 태풍정보 속보치 기준) 발생 이후 서북서~거의 정체하면서 굉장히 더디게 발달해서 11월 4일 21시에 필리핀 마닐라 북동쪽 약 1,010km 부근 해상에서 중심기압 994hPa, 최대풍속 25m/s의 강한 열대폭풍으로 최성기를 맞이하였다.(일본 기상청 태풍정보 속보치 기준) 최성기 이후 서북서~북북서진하면서 루손 해협을 통과하면서 대만에 근접해서 급약화되었고, 한국 기상청 기준으로는 11월 7일 15시에 대만 타이베이 남서쪽 약 360km 부근 해상(남중국해)에서 중심기압 1002hPa의 열대저압부로 소멸하였다. 일본 기상청 기준으로는 11월 7일 21시에 대만 타이베이 남서쪽 약 495km 부근 해상(남중국해)에서 중심기압 1012hPa의 열대저압부로 소멸하였다. 앗사니는 태국에서 제출한 이름으로 번개를 의미한다.

### 제21호 태풍 아타우
2020년 제21호 태풍 아타우(ETAU)는 11월 9일 3시에 중심기압 998hPa, 최대풍속 18m/s, 강풍 반경 280km(북서쪽 반경)의 열대폭풍으로 필리핀 마닐라 서남서쪽 약 600km 부근 해상(남중국해)에서 발생하였다.(일본 기상청 태풍정보 속보치 기준) 발생 이후 남중국해에서 서진하며 약하게 발달해서, 11월 9일 15시에 베트남 호치민 동북동쪽 약 620km 부근 해상(남중국해)에서 중심기압 992hPa, 최대풍속 23m/s의 열대폭풍으로 최성기를 맞이하였다.(일본 기상청 태풍정보 속보치 기준) 최성기 이후 서남서~서진하면서 베트남에 접근하며 약화되었고, 11월 10일 15시에 중심기압 1000hPa, 최대풍속 18m/s의 세력(일본 기상청 태풍정보 속보치 기준)으로 베트남 남부 지방에 상륙하였다. 베트남에 상륙한 이후 육상마찰로 급약화되어서, 일본 기상청 기준으로는 11월 10일 18시에 베트남 호치민 남서쪽 약 353km 부근 육상에서 중심기압 1004hPa의 열대저압부로 소멸하였다. 한국 기상청 기준으로는 11월 10일 21시에 베트남 호치민 북북동쪽 약 260km 부근 육상에서 중심기압 1004hPa의 열대저압부로 소멸하였다. 아타우는 미국에서 제출한 이름으로 폭풍 구름을 의미한다.

### 제22호 태풍 밤꼬(제명)
2020년 제22호 태풍 밤꼬(VAMCO)는 11월 9일 15시에 중심기압 1002hPa, 최대풍속 18m/s, 강풍 반경 390km의 열대폭풍으로 필리핀 마닐라 동남동쪽 약 1,060km 부근 해상에서 발생하였다.(일본 기상청 태풍정보 속보치 기준) 발생 이후 서북서~서진하며 빠르게 발달해서 11월 2일 3시에 중심기압 970hPa, 최대풍속 36m/s(일본 기상청 태풍정보 속보치 기준)의 세력으로 필리핀 루손섬에 상륙하였다. 필리핀 상륙 이후 육상마찰로 인해 다소 약화된 상태로 남중국해에 진출한 이후 서진하면서 낮은 연직시어로 인해 급발달해서 11월 14일 6시에 베트남 다낭 동쪽 약 330km 부근 해상(남중국해)에서 중심기압 950hPa, 최대풍속 44m/s의 세력 '강'의 태풍으로 최성기를 맞이하였다.(일본 기상청 태풍정보 속보치 기준) 최성기 이후 서북서진하며 대륙으로부터 유입되는 건조한 공기로 인해 서서히 약화되면서 베트남에 접근하였고, 11월 15일 18시에 중심기압 1002hPa, 최대풍속 21m/s(일본 기상청 태풍정보 속보치 기준)의 세력으로 베트남에 상륙하였다. 베트남 상륙 이후 육상마찰로 인해 급약화되어서 한국 기상청 기준으로는 11월 15일 21시에 베트남 다낭 북서쪽 약 360km 부근 육상에서 중심기압 1006hPa의 열대저압부로 소멸하였다. 일본 기상청 기준으로는 11월 16일 0시에 베트남 다낭 북서쪽 약 403km 부근 육상(라오스)에서 중심기압 1012hPa의 열대저압부로 소멸하였다. 밤꼬는 베트남에서 제출한 이름으로 베트남 남부에 위치한 강을 의미한다. 태풍이 필리핀, 베트남에 막대한 피해를 끼쳐 제명되었다.

### 제23호 태풍 크로반
2020년 제23호 태풍 크로반(KROVANH)은 12월 20일 15시에 중심기압 1000hPa, 최대풍속 18m/s, 강풍 반경 220km(북서쪽 반경)의 열대폭풍으로 필리핀 보라카이 서남서쪽 약 830km 부근 해상(남중국해)에서 발생하였다.(일본 기상청 태풍정보 속보치 기준) 발생 이후 추가 발달 없이 서~남남서진하며 약화되어서 12월 21일 9시에 베트남 호치민 동남동쪽 약 750km 부근 해상(남중국해)에서 중심기압 1004hPa의 열대저압부로 소멸하였다.(한국 기상청 기준으로는 중심기압 1002hPa의 열대저압부로 소멸하였다.) 크로반은 캄보디아에서 제출한 이름으로 나무의 한 종류이다.

## 같이 보기
- 2020년 북인도양 사이클론
- 2020년 동태평양 허리케인
- 2020년 북대서양 허리케인
- 2020년 북서태평양 열대저압부
- 2020~2021년 남서인도양 사이클론
- 2020~2021년 남태평양 사이클론
- 2020~2021년 오스트레일리아 근해 사이클론